# Je ne suis pas Rappaport
Je ne suis pas Rappaport (I'm Not Rappaport) est une pièce de théâtre de Herb Gardner créée en 1984 au Seattle Repertory Theatre de Seattle. La pièce a été adaptée en français par Dominique Deschamps.

## Argument
Le sujet de la pièce a été inspiré à Gardner par deux hommes âgés qu'il a rencontrés à Central Park (New York). Les deux personnages principaux sont Nat Moyer, un juif enthousiaste, et Midge Carter, un afro-américain acariâtre.

## Distinctions
- Tony Awards 1986[1]
  - Tony Award de la meilleure pièce
  - Tony Award du meilleur acteur dans une pièce pour Judd Hirsch
  - Tony Award des meilleures lumières
- Molières 1988[2]
  - Molière du comédien pour Jacques Dufilho
  - Nommé au Molière du théâtre privé
  - Nommé au Molière du metteur en scène pour Georges Wilson
  - Nommé au Molière de l'adaptateur pour Dominique Deschamps

## Adaptation
Herb Gardner a lui-même adapté sa pièce en film en 1996 : I'm Not Rappaport avec Walter Matthau et Ossie Davis dans les rôles principaux.